# Színházművészet

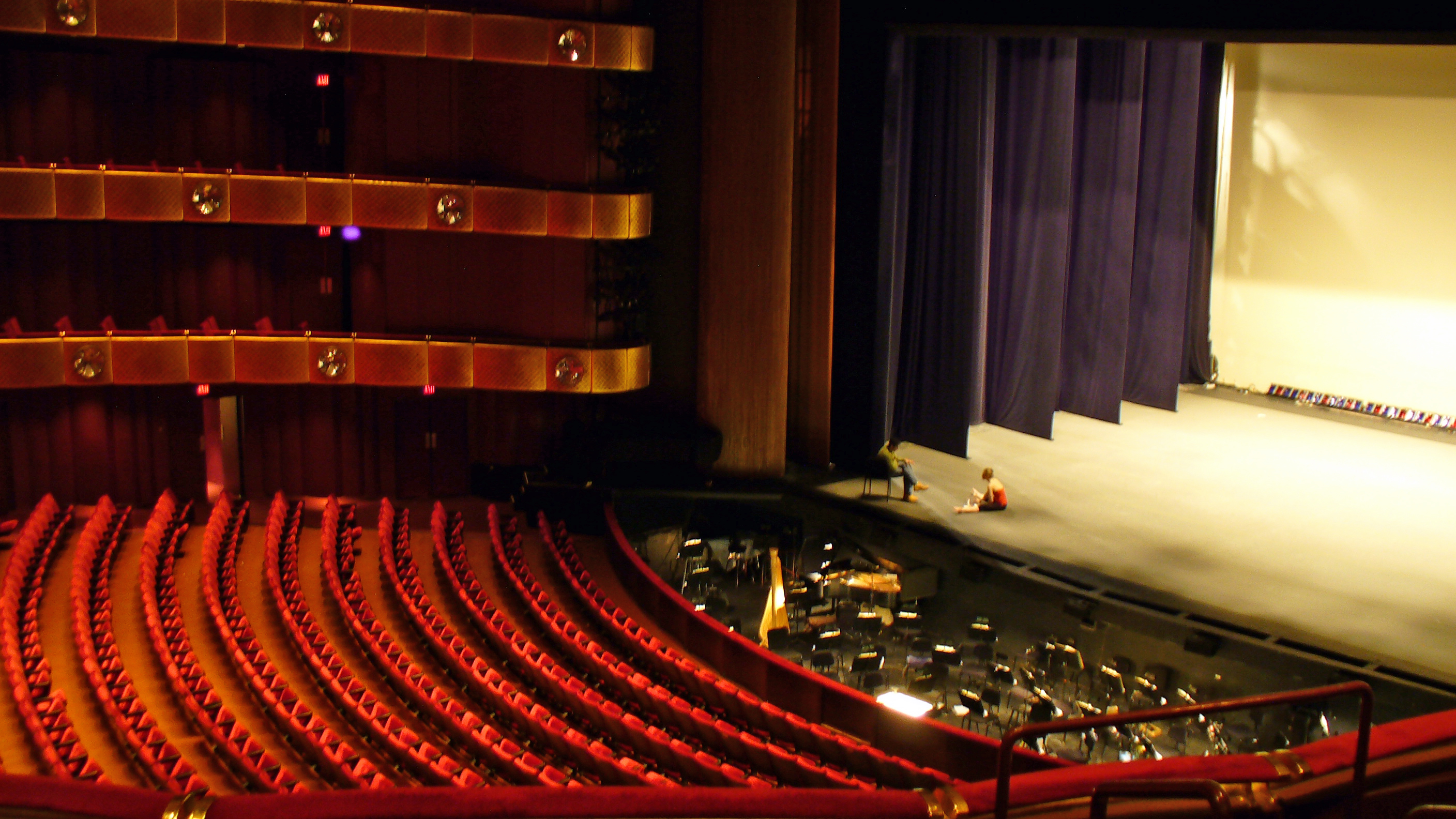
David H. Koch Theater, Lincoln Center, New York, USA

A színházművészet az előadó-művészetek azon ága, amelynek keretében közönség előtt színjáték útján, beszéddel, mozdulatokkal, hanghatásokkal és látványelemekkel történeteket mutatnak be, gyakran más művészetek – zene- és táncművészet, illetve a vizuális művészetek – eszközeit is felhasználva.

## Áttekintés
A színház lényegesen több, mint ami a színpadon látható. Magában foglal egy egész világot a színfalak mögött, a jelmezek és a díszletek készítőitől a kellékeseken át a technikusokig.
A színház világának legismertebb szereplői a drámaírók és a színészek, de a színház valójában magas szintű csapatmunka. A darabokat általában egy társulat adja elő, amelynek rendszerint tagjai a színigazgatók, a rendezők, a díszlettervezők, a jelmeztervezők, a maszkmesterek, a koreográfusok, a díszítők, a világosítók, a hangosítók, az öltöztetők és a dramaturgok is.

### Szervezeti forma
A színház fogalma az előadó-művészeti törvény 2011-ben módosított megfogalmazása alapján: „prózai, zenés, táncos színpadi művek előadásával foglalkozó előadó-művészeti szervezet, ide értve a bábszínházat, befogadó színházat, produkciós színházat, független színházat, szabadtéri színházat, nemzetiségi színházat”. Játszóhely alatt „színházi előadás nyilvános bemutatására technikailag alkalmas, a vonatkozó jogszabály feltételeinek megfelelő épület, épületrész vagy szabadtéri színpad” értendő, míg a társulat „művészek olyan csoportja, akik munkaviszony, közalkalmazotti jogviszony, vagy munkavégzésre irányuló egyéb jogviszony alapján egy vagy több évadon keresztül folyamatosan kapcsolódnak egy előadó-művészeti szervezethez”.
Fogalmai
Kőszínház Olyan színház, ami az előadások bemutatására alkalmas állandó épülettel, játszóhellyel rendelkezik és állami vagy önkormányzati fenntartású.
Bábszínház: „előadó-művészeti tevékenységét jellemző módon bábművészek közreműködésével, a bábművészeti eszközök és megoldások felhasználásával végző, állandó játszóhellyel rendelkező színház”.
Befogadó színház: „előadások bemutatására alkalmas játszóhellyel rendelkező, társulat nélküli színház, ideértve az olyan cirkuszművészeti szervezetet is, amely az előadást állandó játszóhelyen, saját tulajdonú vagy rendelkezésű kőépületben valósítja meg”.
Produkciós színház: „állandó játszóhellyel nem rendelkező, társulattal saját előadásait játszó színház”.
Független színház: „állami vagy önkormányzati fenntartó nélkül működő színház, balett- vagy táncegyüttes”.
Szabadtéri színház: „állandó – jellemzően természeti vagy építészeti örökséghez kötődő – játszóhellyel rendelkező, a nyári évadban (jellemzően május 1-jétől szeptember 30-ig) játszó színház”.
Nemzetiségi színház: „az országos nemzetiségi önkormányzat nyilatkozatával elismert, nemzetiségi nyelven játszó színház vagy magyar nyelven játszó színház, melynek az adott nemzetiséghez kötődő alkotóközösségei által létrehozott előadásai alapvetően e nemzetiségi közösség anyanyelvű művelődési igényeinek kielégítését szolgálják és kötődnek a nemzetiségi közösség szocio-kulturális hátteréhez, hagyományaihoz”.
Vannak olyan többtagozatos színházak is melyek próza, opera/operett és/vagy balett, táncjátékokat repertoáron tartó, állandó társulattal rendelkező színházi együttesek. Ilyen például a Csokonai Nemzeti Színház.
Gyermek- és ifjúsági színháznak csak az nevezhető, amely az „egy évadon belüli bemutatóinak legalább 80%-át kitevő mértékig a 0–18 éves korosztályok életkori értelmi-érzelmi sajátosságainak megfelelő és e korosztályok színházi igényeinek kielégítését célzó előadó-művészeti tevékenységet” végez.

#### Színházi struktúra
A magyar színházi struktúra az állandó társulatokon alapuló repertoárjátszásra épül, ezt tükrözi az is, hogy a 2011-ben létrehozott Színházművészeti Bizottság a nemzeti és a kiemelt szervezetek köreinek meghatározásánál ezt érvényesítette fő szempontként, és amely – a törvénnyel egyetemben – együtt kezeli a színház-, tánc- és zeneművészeti szervezeteket. A színházak költségvetési intézményként, vagy nonprofit társasági formában működnek. Saját bevételük általában nem fedezi költségeiket, finanszírozásuk központi költségvetési támogatásból, fenntartói saját forrásból, valamint pályázatokból valósul meg. A mecenatúra, szponzori bevétel 2000–2009. között csökkenő tendenciát mutatott. Az Előadó-művészeti Iroda által 2010-ben nyilvántartott színházak közül 6 volt állami, 38 önkormányzati kőszínház, 12 bábszínház, 112 független, 8 szabadtéri és 4 nemzetiségi.
Németország területén az 1990-es évek végén 886 színház működött. Ezeket szinte kizárólag a helyi önkormányzat, a város (melyekhez 150 városi színház, vagyis „Stadttheater”, továbbá az úgynevezett „alternatív”, azaz befogadó színházak tartoznak) vagy a tartomány (minden tartománynak van legalább egy állami színháza, vagyis Staatstheatere) tart fenn és finanszíroz, saját bevételeik további legfeljebb 15%-ot érnek el. Ezekhez önálló épület és állandó, több évre szóló szerződéssel rendelkező társulat tartozik. Az állandó társulattal rendelkező színházak (Ensembletheater) mellett működnek az egy-egy sztárra és együttesére felépített turnészínházak (Tourneetheater), a stabil társulattal rendelkező utazó színházak (Landestheater), melyek a vidéki közönség számára teszi elérhetővé a színházi előadásokat. Németországban a mecénási támogatás elhanyagolható.
Nagy-Britanniában az 1946-ban létrejött az Arts Council of Great Britain eleinte még egy magántőkéből finanszírozott intézmény volt, hamarosan a művészeti köztámogatások újraelosztásának eszközévé vált, majd 1994-ben négy, teljesen önálló nemzeti (angol, skót, walesi és északír) tanácsra oszlott, amik a nemzeti kormányoktól függetlenül rendelkeznek és felelősek az előadóművészetek, a vizuális művészetek, az összetett művészetek és a kézművesség vezetéséért. A tanácsadás és működés finanszírozását mára elsődlegesen a nemzeti lottó, másodlagosan a kulturális minisztérium támogatásaiból oldja meg. A 2000-es évek elején közel 930 színtársulat működött az országban, melyek közül 74 kapott rendszeres támogatást a szakmai tanácsoktól, míg színház-, tánc- vagy operaelőadások számára fenntartott színházépület mintegy 300 volt. Ezen keretekben „nagy szervezetek”-ként a két nemzeti színház a legerősebben támogatott: a Royal National Theatre és a Royal Shakespeare Company, mely utóbbi londoni játszóhelye mellett turnékra jár. A rendszerben a kisebb, független társulatok (The Fringe), melyek megújuló, kísérletező kezdeményezéseikről ismertek mégis háttérbe szorulnak. Végül a West End „kereskedelmi” szervezet körülbelül negyven színháza van jelen, melyek kereskedelmi és turisztikai szerepükből adódó magas jegyáraikkal és a magán mecenatúrából finanszírozzák elsődlegesen magukat.

### Színház technikai szempontokból

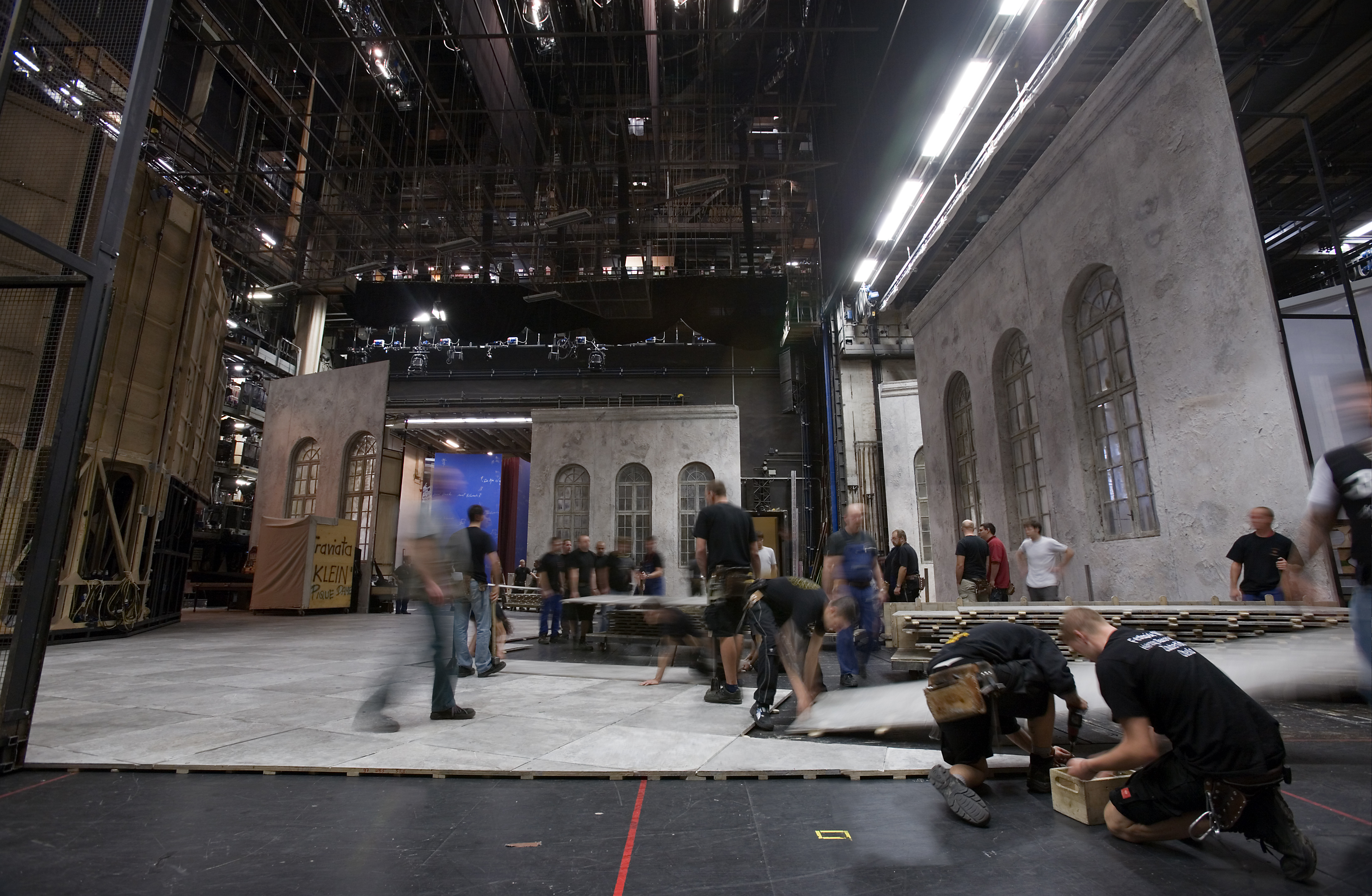
Díszletépítés

A színházat mint épületet két részre oszthatjuk: díszítettebb közönségforgalmi részre és az üzemi területre, ahol a színházi háttérmunka zajlik. A közönségforgalmi részen a nézők számára a megfelelő színházi, műélvezeti hangulat elérése a cél. Itt különféle díszítő elemek, ruhatárak, büfék találhatóak. Az üzemi, kiszolgáló területen különböző tárak találhatóak: jelmeztár, kelléktár, szabótár, fodrásztár, fénytár stb.

#### Színpad szerkezet
A színpadi tér lehet: nyitott, zárt, szűk, tágas, mély, nézőt körülölelő, egészen üres, ferde színpaddal ellátott, szinteltolásos, vagy sokemeletes, de még számtalan megoldás mutatkozik meg a színházaknál. A kialakításánál elsődleges szempont az előadás lebonyolíthatósága, de a színmű gördülékeny, megakadásmentes előadásának is tere kell, hogy legyen. A nézőteret és a színpadot legtöbbször vasfüggöny és függöny választja el, az ún. proszcénium nyílásnál. A függönyök előtt még általában található előszínpad és a zenekari árok, mely gyakran előszínpaddá alakítható. A színpadot a fő játéktéren kívül kiegészíthetik oldalszínpadok és hátsó, kis színpad.
A színpad felett található a zsinórpadlás, alatta pedig a gépészeti szint, forgószínpad meghajtásával.
Függönytípusok
- Kortina: függőlegesen mozgatható, osztatlan függöny, középen átjárást lehetővé tevő réssel
- Német függöny: függőlegesen mozgatható, díszesebb, osztatlan függöny, rés nélkül
- Görög függöny: két részből áll, széthúzható oldal irányokba
- Olasz függöny: átlósan felfele húzzák, nagy takarást hagy
- Wagner függöny: legelterjedtebb, zsinóros felfüggesztéssel állíthatóan húzható el

## Filozófia
Rengeteg filozófia, művészeti forma és színházi megközelítés létezik a színdarabok előállítása tekintetében. Némelyikük politikai vagy szellemi irányzathoz kötődik, mások egyszerűen „művészi” alapokon állnak. Egyesek a történetre fókuszálnak, mások a színpadi eseményre, megint mások a színházra, mint társadalmi változások színterére. Arisztotelész szerint hat elem szükséges a színházhoz: cselekmény, szereplő, ötlet, nyelv, dal és látvány. A 17. századi spanyol szerző Lope de Vega szerint a színházhoz nem kell más, mint "három deszka, két színész és egy közös szenvedély". A színházi filozófia alakulásához az évszázadok során olyan nevezetességek adták szellemi hozzájárulásukat, mint Sztaniszlavszkij, Antonin Artaud, Bertolt Brecht, Orson Welles, Peter Brook, Jerzy Grotowski.

## Történeti áttekintés
A néprajzi tudomány és azon ága, amely elsősorban az egzotikus világrészek primitív népeinek életével, szokásaival, erkölcseivel, költészetével és művészetével foglalkozik, ma már kétségtelenül bebizonyította, hogy a színházi előadásnak eredete az ősrégi vallási szertartásokra vezethető vissza. Mindezekből a vallásos táncokból alakul ki tehát a drámának ősi formája, az ősdráma, táncdráma. A táncdráma általában mind a teljesen primitív, mind pedig a félkultúrnépeknél, mindig elválaszthatatlanul egybe forrt az énekkel és a zenével. Ebből is látszik, hogy a zenés színpadi műfajok, mint az operett és az opera, alakultak ki lényegében először, míg a prózában elmondott színdarab csak sokkal későbbi művelődési fokon jelent meg. Ugyancsak, mint általános jellegzetességet, szögezhetjük le az ősdrámával és a táncdrámával kapcsolatosan, hogy ezeknek a primitív színielőadásoknak még nem volt meg a külön színpada és amellett a szereplők és a közönség nem volt bennük annyira elkülönülve, mint a későbbi és mai színházi előadásokban. Az ősdráma tulajdonképpen olyan vallási ceremónia volt, amelyben bizonyos mértékben a nézők mindegyike is részes volt, a vallási vezetők irányításával. A későbbi fejlődés folyamán néhol ezek a ceremóniák továbbra is megmaradtak vallásos jelentőségűeknek és nem alakult ki belőlük a mai értelemben vett színjáték, míg másutt, más népeknél és más országokban lassanként bekövetkezett az elszakadás a vallási kultuszoktól és kialakult a drámának, vele együtt a színjátszásnak és a színpadnak az a típusa, amely lényegében még ma is fennáll. Az előbbihez tartoznak az ókori kultúrákban Egyiptom (pl. az Ozirisz-énekekben megjelenik már a magánénekesnek és a kórusnak szembenállása, magát a vezető szöveget pedig többen mondják el, párbeszédszerűen) és Asszíria-Babilónia.

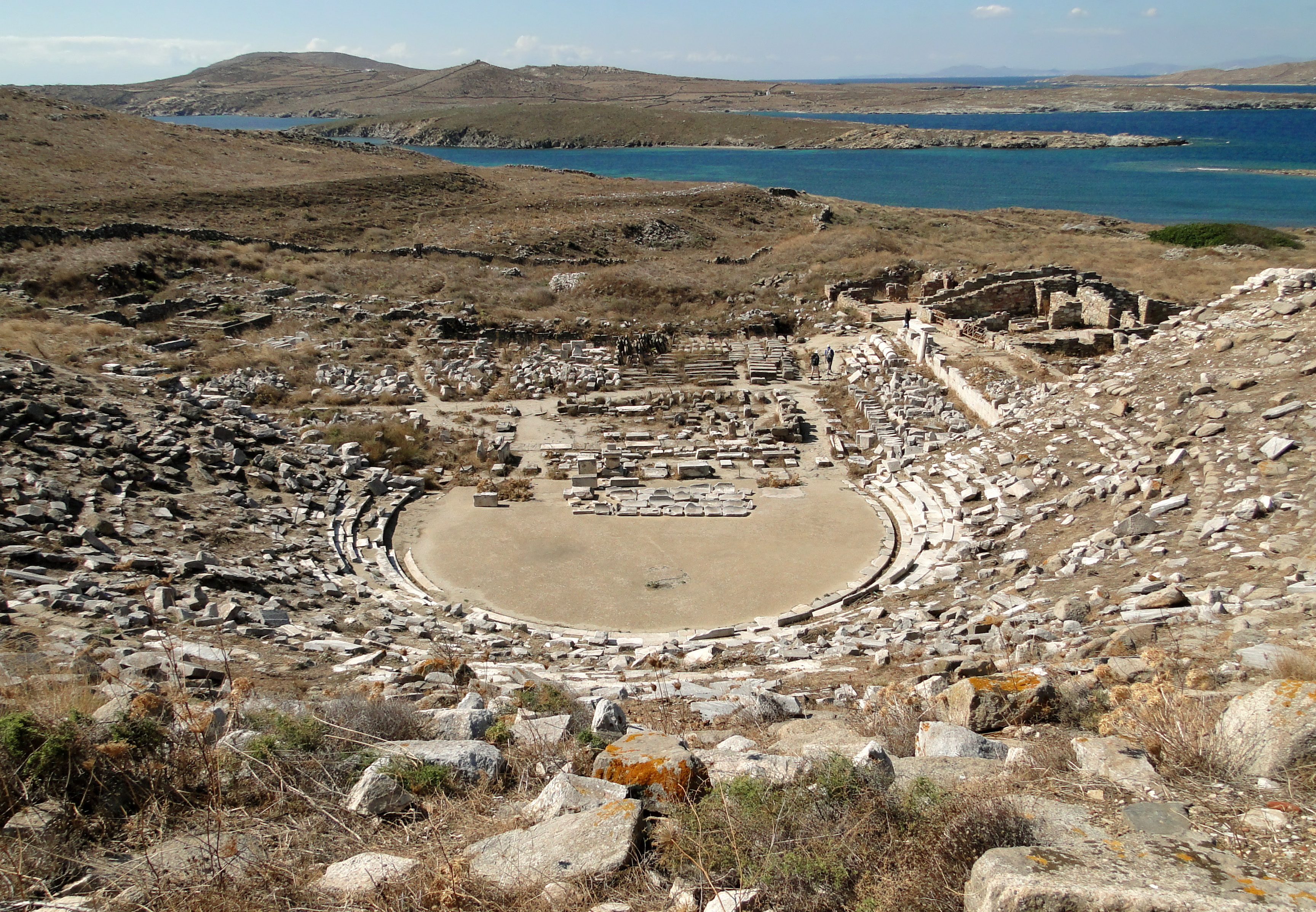
Görög színház (Délosz)

 A görögök drámáját az antik világ másik nagy kultúrnépe, a római is átvette és utánozta, bizonyos mértékben még tovább is fejlesztette, úgyhogy a görög dráma fogalmát ki kell szélesítenünk, így antik drámáról beszélünk. A görög drámának tulajdonképpeni kialakítója, a görög hagyományok szerint, Theszpisz volt, aki vándortársulatával beutazta Görögországot és ott énekes táncos jelenetekben mutatott be mitológiai történeteket és részleteket az istenek életéből. Ő volt az is, aki először léptetett fel színészt. A görög tragédia és komédia kialakulásával párhuzamosan ment végbe a görög színpadnak és a görög színháznak a kifejlődése is. Theszpisz még szabad ég alatt játszott társulatával és az álarcokon kívül nem használt semmiféle olyan segítőeszközt, amely a nézők elképzelését fokozta volna. A színészek száma Theszpisznél és még az utána következő drámaíróknál is csak egy volt, azonban ugyanez az egy színész már több szerepet játszott. A Kr. e. VI. század végén Aiszkhülosz tovább fejlesztette azt a drámai formát, amelyet elődei megteremtettek. A színpadon egyszerre két színész is játszhatott és ugyanez a két színész több szerepet kapott. Még inkább élénkült drámáinak előadása az által, hogy a karok vezetőinek, illetve a félkarok vezetőjének egyre több szerep jutott és így tulajdonképpen a magánszereplők száma általuk is szaporodott. A Kr. e. V. század harmadik nagy görög drámaírója, Euripidész abban az irányban haladt tovább, amelyet Szophoklész megkezdett. Tovább szaporította a színészek számát, a kórusoknak, a kardaloknak szerepét pedig úgyszólván a minimálisra csökkentette. A színpad nem volt semmiféle függönnyel elzárva. A kulisszák használatát a görögök jó ideig nem ismerték és így a színpadot kőből emelt épület zárta el, amely mindenféle színdarabhoz változatlan és közös hátteret adott. Hiányzott a görög színpadról a mesterséges világítás is és így a színdarabokat nappali világosság mellett adták elő. Nem igen szerepeltek gépezetek sem a görög színpadokon, kivéve egyet, amely lehetővé tette, hogy az istent személyesítő színész váratlanul megjelenjen a többiek között v. a többiek felett. A görög színpad tehát technikailag jóval egyszerűbb volt, mint a mai színpadok. Később azonban, a római kórban a görög színpadokon is felbukkan a látványosságra való törekvés. Kulisszákat alkalmaznak és egyre szaporítják a színházi gépezeteknek, emelőknek és süllyesztőknek szerepét. A görög színjátszásban az arcjátéknak semmiféle lehetősége nem volt, hiszen nézőtere igen nagy volt, ami által a nézőknek nagy része meglehetősen nagy távolságban volt a színpadtól, és a fényviszonyok sem voltak alkalmasak ehhez. Ezért a színészek még később is álarcot viseltek (ez tette lehetővé azt is, hogy ugyanaz a színész több személyt alakítson, ill. az álarc szája mögött kis hangtölcsér volt elhelyezve, amely a színész hangját annyira megerősítette, hogy ez az egész nagy színházban jól hallhatóvá vált). A római birodalom bukása után azonban teljesen megszűnt az antik drámának továbbfejlődése és később, amikor a keresztény Európában a drámai művészet ismét felbukkant, az úgyszólván az antik drámától függetlenül kezdi el a drámai fejlődés hosszú útját.

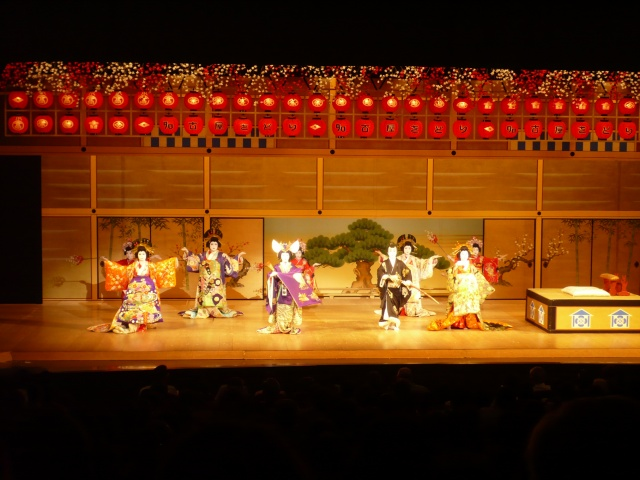
Japán színház

 A keleten a maláji és tibeti táncdrámákon kívül, a Kelet nagy kultúrnépei közül a kínaiak, a japánok és az indiaiak fejlesztettek ki számottevő színházi kultúrát, míg a muszlim népeknél, perzsáknál, araboknál, törököknél és móroknál a színpadnak és a színművészetnek igen kevés fontossága volt. Indiában tulajdonképpen nem épültek külön épületek a színházi előadások céljaira, mert ezeket dísztermekben, igen gyakran a királyi paloták dísztermeiben tartották. A színpad a nézőtértől alig volt elkülönítve és tulajdonképpen nem volt egyéb, mint egy virágfüzérekkel feldíszített emelvény. A színészek egy függöny mögül léptek az emelvényre, amelyen semmi díszlet nem volt. Azt a helyet, ahol a darab cselekménye lejátszódott, a nézőknek kellett elképzelniük. Hogy ez az elképzelés könnyebb legyen, az ind dráma egyes jelenetei között párbeszédek voltak, gyakran az igazgató párbeszédei a színészekkel és ezekből a beszélgetésekből derült ki, hogy ahhoz a jelenethez milyen színpadot kell elképzelni. A Távol-Keleten, Kínában és Japánban, a dráma táncjellege és vallásos szertartásokkal való kapcsolata talán még erősebben kiütközik, mint Indiában. A kínai színpad a középkorban alig dolgozott technikai eszközökkel. Gépezetet alig használt, kulisszát is csak a legkisebb mértékben. Az előadást azonban kivétel nélkül minden esetben zenekar kíséri. A japán színház és a japáni színielőadás nagyon hasonlít a kínaihoz. Mivel azonban a japánok a művészet minden terén sokat adtak a technikai fejlettségre, ez a törekvés színházaikban is hamarosan megnyilatkozott. A japáni színházak kezdettől fogva több technikai berendezéssel dolgoztak és több díszlettel. A keleti drámát általában véve még az is jellemzi, hogy a nézőtér a színpadtól, a nézőközönség a színészektől nincsen olyan élesen elkülönítve, mint az európai színházakban. Kelet a hazája az árnyjátékos színházi előadásnak is. Hasonlóak ezekhez a színes árnyjátékokhoz azok a játékok is, amelyeket a perzsáknál, a törököknél és az araboknál találunk. Ezek a perzsa ketsel-játékok és a török karagöz-játékok. Az árnyjáték (pl. a török Karagöz) és a vele rokon bábjáték Keletről azután később átvándorolt Ny-Európába is és itt különböző formákban tovább élt és tovább fejlődött.
A kora reneszánsz és a későbbi reneszánsz-századok (a XIV., XV. és XVI.) megteremtik a színjátszásnak és a színdarabírásnak azt a formáját, amelyikből azután később az újkori és modern dráma is kialakult. Különösen Olaszország volt az, amelynek földjén a népies játékokból megszülettek a művészibb színpadi előadások. A színdarabokat azonban többnyire vándortársulatok adták elő, vagy pedig esetről-esetre összetoborzott társulatok. Az állandó színháznak kultusza csak később, az újkor elején kezdett kialakulni.

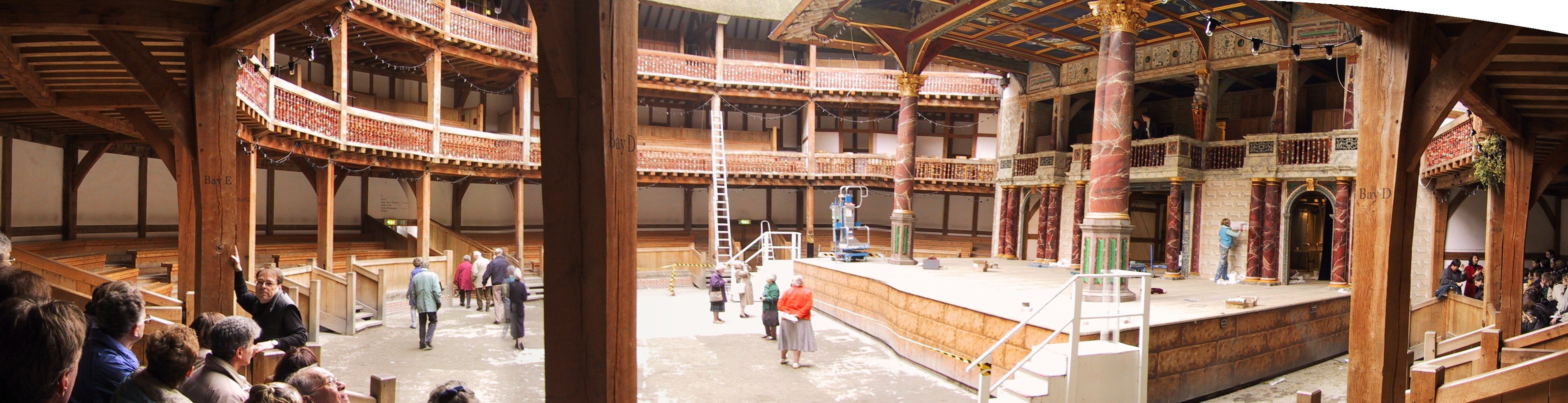
A shakespeare-i Globe Színház, London

Az újkori drámaírás igazi megteremtője az angol William Shakespeare, a XVI–XVII. századok fordulóján. Drámai költészete évszázadokra befolyásolta az európai színműírást, színpada pedig, egészen a legújabb korig, a színpadi megoldások művészetét. A mesterséges világítás alkalmazása teremtette meg a maszkírozás szükségességét. A mesterséges fény elsápasztó hatását kellett ugyanis a színészeknek arcpirosítással ellensúlyozni. Ehhez a maszkírozáshoz természetesen hozzájárult még a karaktermaszkírozás is, amelynek célja abban állott, hogy a szereplők külsejét, a szerep jellemének megfelelően átalakítsa. Az újkori színpad kulisszákban és kellékekben meglehetősen szegény volt. A díszletek, ha voltak is, csak ritkán változtak és igen sok esetben csak egy tábla jelezte a nézőknek, hogy milyen színpadot kell maguk elé képzelniök és hogy mely városban v. a Földnek milyen táján játszódik le a következő jelenet. A XIX. században aztán a színpadi technika rohamosan fejlődni kezdett és az élethű díszletezésre egyre nagyobb súlyt fektettek. Erősen fejlődött a zsinórpadlás technikája, gyorsan fel lehetett húzni az előbbi jelenet díszleteit és onnan éppen olyan gyorsan le lehetett bocsátani a következő jelenet díszleteit. Mindehhez járultak még a süllyesztők és egyéb mechanikai berendezések, amelyek most már kiküszöbölték az eddigi nehézségeket és lehetővé tették a gyakoribb színtérváltozást, amely ilyesformán lassanként csak pénzkérdéssé, költségvetési kérdéssé vált. A gázvilágításnak, majd a villanyvilágításnak a színházba való bevezetésével pedig egyre tökéletesebbé váltak a világítási hatáslehetőségek is. Kialakul a nagy színházi világítás szisztémája, és az effektus-világítások, amelyek különleges fényhatásokat idéznek elő a színpadon. A XIX. század utolsó évtizedeiben azonban Európa színházi kultúrája a nagy technikai haladottság ellenére is egyre inkább válságba került. Előállott az a helyzet, hogy a művészileg és irodalmilag értékes darabok nagy része színpadon nem volt elég hatásos, viszont a színpadon sikereket elért darabok irodalmi szempontból többnyire kevesebb értékűek voltak. Lassanként nyilvánvaló lett, hogy a színháznak és az irodalomnak útjai kezdtek egymástó elválni. Egymásután bukkantak fel azonban új kísérletek, amelyek vagy azzal a céllal indultak, hogy áthidalják az irodalmi értéknek és a színpadszerűségnek ezt az eltérését, vagy pedig azzal, hogy tisztán a színpad lehetőségeiből kiindulva, teremtsenek meg olyan színpadművészetet, amely művészi értékét nem a színdarab írott szövegére alapítja, hanem arra az együttes hatásra, amely a színpad festői, plasztikai, építészeti szépségeiből, a színészi játékból, a színészi orgánumból, a kimondott élő hang effektusaiból, az emberi test mozdulataiból tevődik össze. Voltak olyan színpadi reformátorok, mint Max Reinhardt, akik az arénaszerű nagy színházhoz és a szuggesztív tömegjátékokhoz akarták visszavinni a színpadot; mások viszont a kis méretű kamaraszínpadokon keresték újra a színdarab irodalmi lehetőségeit. Az újabb kísérletezők, különösen az oroszok, Sztanyiszlavszkij, Alekszandr Tairov, Georges Pitoëff és mások, szakítottak a realisztikus színpadi ábrázolással és annak helyébe mind díszletekben, mind játék stílusban tömörítést, merészebb és szabadabb stilizálást vittek. Fellépnek a technikai újítók is, akik a jelenetváltoztatás nehézkességén segítenek, vagy forgó színpaddal, vagy pedig a megosztott színpaddal; az olasz Pirandello a közönség és a színészek összekapcsolására törekszik, hogy megszüntesse az európai színjátszásban a darabnak és a közönségnek éles elkülönítését; a berlini Piscator az új technikai lehetőségeket technikai bravúrokkal (mozgó járdák, mozgófényképpel vetített mozgó hátterek) bővíti ki és mindezekhez erős társadalmi tendenciát kapcsol. Ezek az új kísérletek sok értéket és maradandó eredményt is produkáltak, azonban a színháznak a század végén meginduló krízisét nem tudták kiküszöbölni és megoldani. Egyes színdaraboktól és egyes színházaktól eltekintve, a helyzet ma is az, hogy a színdarabok sikere éppenséggel nincsen arányban azoknak költői értékével, a látványosság keresése pedig, amely a revüszíndarabokat hozta létre, nem csökkent hanem egyre inkább belopózik a komolyabb művészi igényű színpadi munkába is.

### Magyarországon

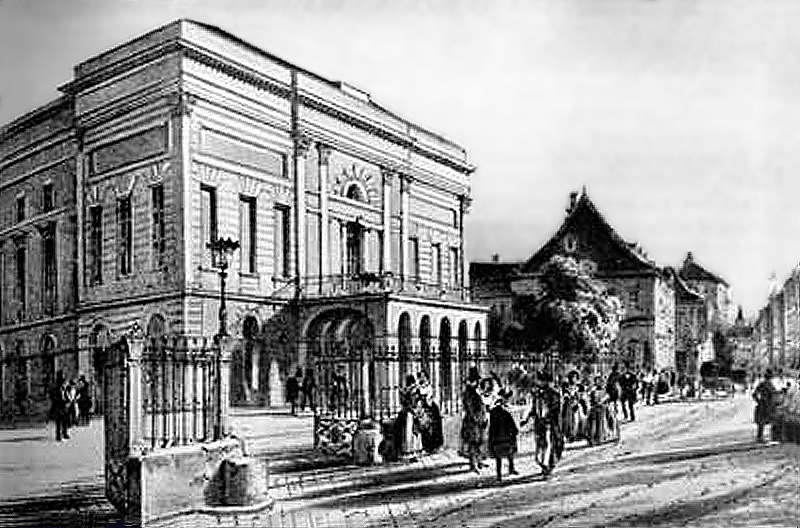
Az első Pesti Magyar Színház épülete (a mai Astoriánál)

A felvilágosodás korát megelőzően, a 18. században, hazánkban hivatalos színjátszás nem létezett, ezért a drámaírás is elmaradott volt: a színi előadásokat műkedvelők és diákok adták elő. A 16. században léteztek liturgikus drámák (betlehemezés, Passió), melyek elsősorban párbeszédes szövegek voltak. A 17. századból latin és magyar nyelvű iskoladrámák maradtak fenn, melyeket katolikus szerzetes tanárok és református iskolamesterek írtak diákjaik számára, akik ezeket elő is adták. Műfajuk a moralitás (=erkölcsnemesítő dráma) és az allegória (megszemélyesített tulajdonságok beszélgetése). A reformáció elején a hitvitázó drámák (=dialógus formában írt vitairatok) terjedtek el.
Mária Terézia idején már a német nyelvű színjátszás kezdődött, majd később is jóval fejlettebb volt a magyarokénál, ami részben azzal is magyarázható, hogy a magyar lakosság azon részének többsége, akiknél a színházlátogatás szóba jöhetett, beszélt németül, vagy német nyelvű volt. A magyar színészeknek nem volt állandó színházuk. Nagy nehézséget okozott a pénz hiánya is. A magyar színjátszás és a drámairodalom fellendítésére Bessenyei György színházi programot készített: írt drámai műveket, tragédiát és sikeres vígjátékot (A filozófus, 1777). Csokonai is alkotott komédiákat, melyeket diákjaival adatott elő.
Az első színtársulat 1790-ben Budán alakult meg Kelemen László vezetésével. Főleg Pesten lakó diákok látogatták a színházat, de a Martinovics-összeesküvés leleplezése után a társulat 1796-ban feloszlott. A második magyar színésztársaság, neves színészekkel, 1807–15-ig játszott a fővárosban. Hetenként kétszer játszottak kevés számú közönségnek, de minden alkalommal új darabot kellett előadniuk. A bemutatott darabot részben német színházaktól kölcsönözték. A műveket a színészek, a pesti egyetemi ifjúság (jogászhallgatók) maguk fordították át.
1815-től a magyar színészetnek vidéki városok (Kassa, Miskolc, Kolozsvár, Székesfehérvár) adtak otthont. 1837-ben megnyílt – előbb Pesti Magyar Színház néven, ami 1840-től – a Nemzeti Színház Budapesten, így a magyar színészet a fővárosban végleges otthonra talált.

## Műfajok
A drámában mint alap műfajban a szöveg a meghatározó, akár írott vagy helyben kitalált formában. A zenés színház a zenei eszközöket, dalokat, táncot és párbeszédet ötvözi. A színház ennek megfelelően több különböző műfajt foglal magában, úgy is, mint opera, balett, kabaré, táncjáték, némajáték, performansz stb.
Különösen régi hagyományokra nyúlik vissza a politikai színház, amely a közönség számára az éppen aktuális társadalmi ismereteket, tanulságokat mutatja be befolyásolási céllal.
Különböző vallások egyedi hittani és lélektani színjátékokat hoztak létre, így jöttek létre a keresztény kultúrában a passiók és a misztériumjátékok, de ilyen eredetű például a buddhista no-színház is.

## Műfajok listája

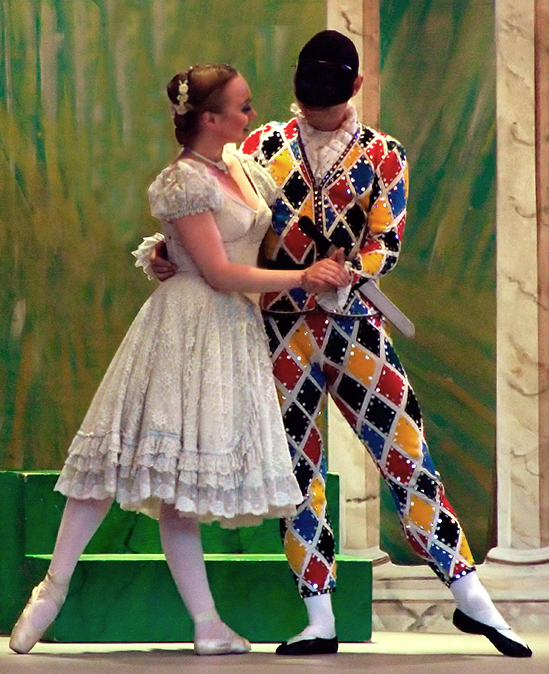
Harlekin és Colombina, a commedia dell’arte alakjai

Az eltérő ízléseknek megfelelően az írók, rendezők és producerek számos egyedi műfajt dolgoztak ki, ezért az alábbi lista nem lehet teljes. A színházi világ gazdagságát mutatja, hogy az egyes műfajokból vett elemekkel számtalan egyedi stílusú előadás jöhet létre.
- komédia
  - commedia dell’arte
  - fekete komédia
  - romantikus komédia
  - társadalmi vígjáték
  - zenés komédia
- melodráma
- monológ
- musical
- nemzeti dráma
- opera
- operett
- pantomim
- rockopera
- testjáték
- tragédia
- tragikomédia
- versszínház

### Színházi műfajok
A történeti és napjaink színházi műfajai:
- Tragédia
- Komédia
- Realista színjáték
- Zenés színház
- Tánc- és mozgásszínház (fizikai, testszínház)[m 3]
- Bábjáték
- Gyermekszínház
- Rituális játék / szertartásjáték
- Pódiumi műfajok
  - Vers- és prózamondás
- Posztmodern műfajok
  - Performansz